# Glicuronídeo

Ligação química de um glicuronídeo

Um glicuronídeo, também conhecido por glicuronosídeo, é qualquer substância produzida pela ligação do ácido glicurônico a uma outra substância via uma ligação glicosídica. Os glicuronídeo pertencem aos glicósidos.
A glicuronidação, a conversão de compostos químicos em glicuronídeos, é um método que os organismos usam para auxiliar na excreção de substâncias que não podem ser utilizadas como uma fonte de energia. O ácido glicurônico é ligado via uma ligação glicosídica com a substância, e o resultante glicuronídeo, que tem uma maior solubilidade na água que a substância original, é posteriormente excretado pelos rins.